# Методология истории
Методоло́гия истори́ческой нау́ки (методология истории) — специальная историческая дисциплина, которая определяет предмет и объект исторической науки, цель научного исторического познания, изучает научный и социальный статус исторической науки, её дисциплинарное строение, разрабатывает теорию исторического познания (включая общефилософские, гносеологические и эпистемологические основы, принципы, уровни, виды, этапы, методы исторического познания и методы изложения результатов исторического познания, а также формы исторических знаний).
Кроме того, методология истории изучает специфику основных теоретико-методологических направлений в исторической науке, различных научных школ. В целом она формирует научно-познавательные предпосылки для проведения конкретно-исторических исследований. После появления знаменитой работы Иоганна Густава Дройзена «Историка» (Grundriss der Historik. Jena, 1858 ) методология истории стала в немецкоязычном пространстве часто обозначаться и как историка.
В отношении объекта и метода своих исследований методология истории принципиально отличается от исторической науки, исторической дидактики и философии истории, ибо её главная задача заключается не в познании и интерпретации или же преподавании прошлого, а в эпистемологической рефлексии о процессах его исторической реконструкции. Методология истории стремится к легитимации исторического метода, а вместе с ним и исторического знания. Она занимается поиском ответов на следующие вопросы: Что есть история? В чём суть исторического метода? Чем исторический метод реконструкции прошлого отличается от литературного и философского методов его описания? Какую роль в процессе познания прошлого играют морально-этические, идеологические и политические факторы? Каким образом рождается исторический интерес и определяются познавательные цели историка? Что есть «след прошлого» и в каких условиях определённые следы прошлого принимают для историка статус «исторического источника»? Чем историческая реконструкция отличается от литературного описания и философского мета-рассказа? Какую структуру имеют исторические высказывания и предложения? Что есть исторический «факт» и чем он отличается от исторической интерпретации? Возможно ли объективное знание о прошлом? Чем прошлое отличается от истории?
Надо сказать, что поиском ответов на эти вопросы частично занялись уже античные историки. Строгие требования к историческому методу ставит в V веке до н. э. древнегреческий историк Фукидид, который впервые определяет масштабы точного и проверенного знания о прошлом. Свой вклад в рефлексию об историческом методе вносят позже мыслители средневековья и эпохи Просвещения, особенно «Гёттингенской исторической школы» (1770—1813). Но первый систематический и всесторонний анализ исторического метода нам поставляет «Историка» Дройзена (1858), которая включает в себя эвристику, теорию критики источников, герменевтику и, разумеется, определение познавательных целей и задач исторической науки.

## Определение исторической науки
Историческая наука — это система научных социальных институтов, исследователей-профессионалов, видов научно-познавательной деятельности, имеющих главную цель получить истинные конкретные знания о конкретных обществах и их развитии в прошлом, настоящем и будущем, а также научные конкретно-исторические и вспомогательные знания, полученные в этой познавательной деятельности, а также необходимые для её проведения.

## Предмет и объект исторической науки
Объект исторической науки — это совокупность обществ, составляющих человечество.

Предмет исторической науки — это изучение закономерностей развития общества (а также его отдельных сегментов, явлений).

## Главная цель исторической науки и исторического познания
Главная цель исторического познания — получение исторической истины — объективного, системного, верифицируемого конкретного знания исторического процесса развития конкретного общества.

## Социальные функции исторической науки
Историческая наука выполняет следующие социальные функции:
- функция социальной памяти. Социальная память — это накопление и сохранение в памяти человечества опыта всех прошлых поколений. Такая память обладает свойствами:
- коллективная
- избирательная и фрагментарная
- организованная и удостоверенная
- социально ориентированная
- примирительная
- справедливая
- научно-познавательная функция;
- воспитательная функция;
- идейно-политическая функция. Данная функция истории признается не всеми, но социальный заказ историкам со стороны общества и власти присутствует, важно только, чтобы он стимулировал появление самих исторических работ, связанных с определённой, интересующей общество, тематикой, но не предопределял выводы исследователя, труд которого в таком случае из исторического превращается в идеологический[10]. В этом контексте следует учитывать, что историческая наука и историография являются лишь одним из источников формирования массового исторического сознания и исторической памяти и, сами в свою очередь, испытывают от них постоянную зависимость.

Историческая наука, достигая своей главной цели, создаёт научные предпосылки для:
- формирования позитивного общественного самосознания,
- прогнозирования развития конкретного общества,
- управления развитием общества и его отдельными сферами и процессами.

## Историческая наука в соотношении с другими общественными науками и философией
Социальные (общественные) науки имеют общий объект исследования и различаются предметами своего изучения. Каждая социальная наука изучает общее, присущее определённой сфере общественной жизни, в то время как историческая наука изучает конкретное общество как в развитии в целом, так и всех сфер общественной жизни, на всех их уровнях строения, вплоть до жизни конкретного человека:
- экономика — общее в экономической сфере жизни современного общества (которая понимается как сфера материального производства или совокупность экономических отношений во всех сферах общественной жизни;
- политология — общее в политической сфере жизни современного общества;
- теория государства и права — общее в развитии государства;
- культурология — общее, особенное и конкретное в существовании, функционировании и развитии сферы культуры;
- науковедение — общее, особенное и конкретное в развитии науки, в том числе и исторической;
- социология — общее в строении и функционировании современного общества; социальные группы в обществе; содержание общественного сознания и его изменения.

'Философия и философские науки' образуют философско-мировоззренческую и гносеологическую основу исторической науки в её основных теоретико-методологических направлениях:
- онтология вырабатывает философскую картину мира с помощью категорий, отражающих всеобщие свойства мира, в том числе и общества в его конкретном историческом развитии;
- гносеология обосновывает возможность и границы познания мира, в том числе и исторического процесса;
- логика выделяет и обосновывает правильное применение форм и операций мышления, необходимых для научного исторического познания;
- эпистемология изучает общее в научном познании, вырабатывает теорию научного познания, в том числе и научного исторического познания;
- социальная философия изучает общее в строении и функционировании современного общества и создаёт теоретическую основу для объяснения новой и новейшей истории;
- философия истории изучает всеобщую логику и смысл всемирно-исторического процесса, создаёт мировоззренческую основу для теории исторического процесса[11]

## Историческая наука и другие формы исторического сознания (знания)
Научное историческое знание — это объективное, систематизированное, верифицированное конкретное знание исторического процесса развития конкретного общества или их совокупности.

Обыденное историческое сознание, в отличие от научного исторического знания, имеет фрагментарную, несистематизированную форму, оно не верифицировано, содержит субъективные оценки, отражает исторический процесс лишь на уровне явлений, не отражает существенные причинно-следственные связи.

Дидактическое историческое знание, в отличие от научного, в изложении разворачивается от простого к сложному и по степени сложности соответствует возрастным познавательно-психологическим возможностям учащихся и задачам их обучения.

Научно-популярное историческое знание — упрощённая форма исторического научного знания, предназначенного для неспециалистов.

Публицистическое историческое знание имеет своей целью тенденциозное и субъективное искажение описания и объяснения исторического процесса для обоснования политики какого-либо государства и политической партии.

Художественное историческое сознание (литература, живопись, скульптура, театр, кино) ставит своей целью в конкретно-образной форме отразить социальный опыт эмоционально-психологического отношения, нравственной оценки, фиксации и объяснения конкретных исторических событий.

## Строение исторической науки

### Организационное строение
В организационном или институциональном строении историческая наука делится в России на:
- академическую, состоящую из НИИ РАН;
- вузовскую (исторические факультеты, кафедры и научные исторические подразделения);
- общественные научные центры и организации.

### Квалификационное строение
В российской исторической науке присваиваются две учёные степени, которые характеризуют уровень научно-исследовательской квалификации историка-исследователя:
- кандидат исторических наук — историк-исследователь, способный самостоятельно проводить научные исторические исследования путём применения традиционных методов для решения недостаточно изученного, но типичного класса научно-познавательных задач;
- доктор исторических наук — высшая квалификация историка-исследователя, способного самостоятельно ставить и решать принципиально новые историко-познавательные задачи или проблемы по предмету или по методам их решения.

### Отраслевое (дисциплинарное) строение
Историческая наука делится на две группы отраслей или на две группы исторических наук по предмету и по их функциям в историческом научном познании — на вспомогательные и основные:

Вспомогательные исторические науки — не изучают исторический процесс, они создают научно-познавательные предпосылки и условия для основных исторических наук — для осуществления научных конкретно-исторических исследований. Вспомогательные исторические науки делятся на общие и специальные.
Общие вспомогательные исторические науки
- методология исторической науки,
- историческая библиография,
- историография (общая — изучает историю исторической науки и проблемная или специальная — изучает историю изучения научной проблемы и определяет степень её изученности);
- источниковедение, которое делится на общее и специальное:

 — общее источниковедение изучает сущность, функции и виды исторических источников, а также методы их изучения;
 — специальные источниковедеческие дисциплины изучают отдельные виды исторических источников. К ним относятся:
 — сфрагистика — изучает печати,
 — геральдика — изучает гербы,
 — нумизматика — изучает монеты и другие науки специального источниковедения.
Основные исторические науки традиционно выделяются по ряду критериев:

по историческим эпохам делятся на:
 — историю первобытного общества,
 — историю древнего мира,
 — историю средних веков (медиевистику),
 — историю нового времени,
 — новейшую историю,
 — историю современности;
по территориальному признаку делятся на:
историю континентов:
 — историю Европы,
 — историю Азии и Африки,
 — историю Америки,
 — историю Австралии и Океании;
историю стран:
 — история России,
 — история Англии,
 — история Германии и т. д.;
по сферам общественной жизни:
 — история политики,
 — история экономики,
 — история культуры,
 — история социальной сферы,
 — история социальных групп,
 — история науки и техники;
по типам исторических событий:
 — история войн (военная история),
 — история революций,
 — история классовой борьбы.

## Теория исторического познания

### Принципы исторической науки
Принципами исторической науки, познания и исследования признаются следующие требования:
- принцип истины — высшей целью и ценностью исторического познания признается истина[14];
- принцип конкретности — любой предмет исторического исследования должен изучаться в его однозначности, с учётом неповторимости его содержания, определённости места и времени развития;
- принцип историзма — в марксистской интерпретации принцип историзма требует рассматривать всякий предмет исторического исследования в его развитии[15], но в западноевропейской исторической традиции этот принцип (нем. Historismus) обозначает прежде всего европейскую историческую школу, которая подчёркивала особую роль «идей» в истории[16]. Главными представителями историзма в Германии были В. ф. Гумбольдт, Л. ф. Ранке, Й. Г. Дройзен, в Италии Б. Кроче, а в Англии Р. Дж. Коллингвуд. Несмотря на то, что историзм был порожден XIX-м столетием, само понятие «историзм» стало применяться, благодаря немецкому историку Карло Хойзи и его работе «Кризис историзма» (1932)[17] лишь в XX столетии;
- принцип объективности — историк-исследователь в процессе исследования должен стремиться к объективности, преодолению субъективных ошибок и влияния интересов, не связанных с достижением научной истины[5];
- принцип всесторонности — историческое познание должно стремиться всесторонне познать предмет своего исследования;
- принцип системности — всякий предмет исторического исследования должен рассматриваться во взаимосвязи всех его элементов и в его внешних связях;
- принцип опоры на исторические источники — информацию об историческом процессе историк-исследователь должен извлекать из источников исторической информации («право вето» источников );
- принцип историографической традиции — изучение всякого предмета исторического исследования должно осуществляться с учётом результатов его предшествующего научного изучения.

### Методы исторического исследования
К традиционным специальным историческим методам исследования относятся:
- историко-генетический метод,
- историко-сравнительный метод[19],
- историко-типологический метод,
- историко-системный метод,
- метод диахронического анализа,
- метод исторической периодизации,
- ретроспективный метод.

Кроме того, в советской историографии активно использовался метод классового анализа.
К нетрадиционным специальным историческим методам относят:
- количественные (математические) методы;
- социально-психологические методы;
- лингвистические методы;
- методы семиотики;
- метод искусствоведческого анализа.

Также в историческом исследовании применяются общенаучные методы и специальные методы других гуманитарных наук.

### Этапы монографического конкретно-исторического исследования
Основной формой конкретно-исторического исследования является монографическое исследование, в проведении которого выделяют следующие основные этапы:
1. определение теоретико-методологического направления, в рамках которого предполагается проводить конкретно-историческое исследование;
2. определение перспективной области исследования,
3. выбор объекта и предмета исторического исследования,
4. выработка первого варианта строения текста исследования (оглавления);
5. формирование теоретической основы современного научного объяснения объекта и предмета исследования, опираясь на научные теории той сферы общественной жизни, к которым относятся объект и предмет исследования;
6. проведение историко-библиографического исследования по избранному объекту;
7. проведение историографического исследования по избранному объекту исследования;
8. уточнение предмета конкретно-исторического исследования (его содержательных, хронологических и территориальных рамок, исходя из результатов историографического исследования);
9. определение главной проблемы исследования;
10. определение цели и научно-познавательных задач исследования;
11. оценка источниковой базы исследования;
12. анализ историографической базы исследования и осуществление эксцерптов, составление историографической характеристики исследований;
13. выявление и анализ опубликованных источников, осуществление эксцерптов, составление источниковедческой характеристики опубликованных источников;
14. выявление и анализ неопубликованных источников, осуществление эксцерптов, составление источниковедческой характеристики опубликованныхнеопубликованных? источников;
15. уточнения научно-познавательных задач и строения текста исследования (оглавления);
16. структурное позиционирование эксцерптов из научной литературы и источников в соответствие с избранным делением текста исследования на главы и параграфы и выделением в последних сюжетов, а при необходимости, подсюжетов и эпизодов;
17. написание основы текста исследования (введения, включающего постановку проблемы, цели и научно-познавательных задач исследования, а также изложение и обоснование научных основ исследования, включая библиографическую, историографическую, источниковую и теоретико-методологическую основы; основной части исследования, содержащего анализ избранных сторон или частей предмета исследования и предварительные выводы; синтетической части исследования — заключения, содержащего предварительные обобщения по главной проблеме исследования);
18. аналитическое редактирование основы текста (критический анализ и уточнение текста введения, последовательное и логически непротиворечивое изложение анализа предмета исследования, критический анализ и уточнение обоснования или доказательство выводов по главным разделам исследования; решения главной проблемы исследования, выявление и устранение всех содержательных противоречий);

19) стилистическое редактирование текста и вычитка;
1. подготовка текста исследования к публикации (техническое форматирование текста рукописи в соответствии с требованиями, предъявляемым к рукописям в редакции соответствующего издательства, включая уточнение оформления научно-справочного аппарата, указателей, оглавления, подготовку фотографий, схем, карт, приложений, научное рецензирование).

## Исследования по методологии исторической науки

### Зарубежные исследования в переводе на русский язык
- Блок М. Апология истории, или Ремесло историка / Пер. Е. М. Лысенко. 2-е изд., доп. М., 1986.
- Гюнтер Х., Козеллек Р., Майер К., Энгельс О. История (Geschichte, Historie) // Словарь основных исторических понятий в 2-х т. Т.1 (Brunner O., Conze W., Koselleck R. Geschichtliche Grundbegriffe: Historische Lexikon zur politisch sozialen Sprache in Deutschland. Stuttgart, 1972—1997. Bd. 1-8. Bd. 2. S. 593—717) Пер. с нем. К. Левинсон. М.: НЛО, 2016. С. 45-240.
- Дройзен И. Г. Историка. Архивная копия от 12 мая 2011 на Wayback Machine Пер. с нем. СПб., 2004. 584 с. (Разработан в 1858—1883 гг., впервые частично опубликована в 1858 г.: Grundriss Der Historik. Jena, 1858. 27 S. Полностью опубликована в 1936 г.)
- Коллингвуд Р. Дж. Идея истории. Автобиография. Пер. Ю. А. Асеева. М.: Наука, 1980. 487 с.
- Кроче Б. Теория и история историографии. Архивная копия от 12 мая 2011 на Wayback Machine Пер. с ит. М., 1998. 192 с.
- Про А.[англ.] Двенадцать уроков по истории Архивная копия от 12 мая 2011 на Wayback Machine / Пер. с фр. Ю. В. Ткаченко. М.: РГГУ, 2000. 336 с.
- Тош Д. Стремление к истине. Как овладеть мастерством историка. Архивная копия от 12 мая 2011 на Wayback Machine Пер. с англ. М., 2000. 296 с. (Впервые опубликована в 1986 г.)
- Фримен Э. Методы изучения истории: Пер. с англ. М., 1886. 338 с.

### Зарубежные исследования
- Ankersmit F.R. History and tropology. The rise and fall of metaphor. Berkeley, Univ. of California Press, 1994.
- Baumgartner, H. M.: Thesen zur Grundlegung der transzendentalen Historik, in: Seminar: Geschichte und Theorie. Hg. Baumgartner, H.M./Rüsen, J., Frankfurt a. M. 1976, 274—302.
- Buller A. Theorie und Geschichte des Spurbegriffes. Entschlüsselung eines rätselhaften Phänomens. Marburg: Tectum Verlag, 2016. 134 S.
- Carr E. H. What Is History? London: Macmillan, 1961; dt. Was ist Geschichte? Stuttgart, 1963. 168 S.
- Certeau M. L'Écriture de l’histoire, éd. Gallimard, Paris, 1975.
- Chladni J. M. Allgemeine Geschichtswissenschaft. Leipzig, 1752.
- Engels O., Günther H., Koselleck R., Meier Ch. Geschichte, Historie // Brunner O., Conze W., Koselleck R. (Hrsg.) Geschichtliche Grundbegriffe. Historisches Lexikon zur politisch-sozialen Sprache in Deutschland. Stuttgart ,1975. S. 593—717.
- Goertz H.-J. Umgang mit der Geschichte. Eine Einführung in die Geschichtstheorie. Hamburg: Rowohlt Taschenbuch Verlag GmbH, 1995. 195. S.
- Humboldt W. v. Über die Aufgabe des Geschichtsschreibers: Betrachtungen über die bewegenden Ursachen der Weltgeschichte. Latium und Hellas (1821). Leipzig: Meiner, 1933.
- Kocka J., Nipperdey, Th. (Hrsg.): Theorie und Erzählung in der Geschichte. 1979.
- Koselleck R. Zeitschichten. Frankfurt am Main, 2000. 399 S.
- Koselleck R. Vom Sinn und Unsinn der Geschichte. Berlin, 2010. 388 S.
- Lorenz, Ch. Konstruktion der Vergangenheit. Eine Einführung in die Geschichtstheorie, Köln, Weimar, Wien 1997.
- Nietzsche F. Unzeitgemäße Betrachtungen. Zweites Stück: Vom Nutzen und Nachteil der Historie für das Leben. Leipzig: Verlag von E.W. Fritzsch, 1874.
- Ricœur P. Soi-même comme un autre. Le Seuil, Montrouge 1990.
- Rüsen J. Grundzüge einer Historik. 3 Bde. Göttingen: Vandenhoeck und Ruprecht, 1983—1989.
- Rüsen J. History — Narration, Interpretation, Orientation. New York, 2005.
- Veyne P. Comment on écrit l’histoire, essai d’épistémologie. Paris: Éditions du Seuil, 1971.
- Wachsmuth, E. W. G. Entwurf einer Theorie der Geschichte. Halle, 1820.

### Издания СССР и России
- Алексеев В. В., Крадин Н. Н., Коротаев А. В., Гринин Л. Е. Теория и методология истории. — Волгоград: Учитель, 2014.
- Астахов М. В. Методология исторической науки. Историко-библиографическое исследование отечественной литературы 80-х — 90-х гг. XX в. Том I. Библиография. Историография. Общая и специальная методология исторической науки / СЦАИ. — Самара, 2006. — 289 с.
- Барг М. А. Категории и методы исторической науки. — М.: Наука, 1984. — 342 с.
- Биск И. Я. Методология истории: курс лекций. — Иваново: Изд-во Ивановского государственного университета, 2007. — 236 с.
- Боряз В. Н., Астапова О. Д. Философско-методологические вопросы исторической науки. Основная советская литература (1960—1979) / АН СССР. — М., 1981. — 56 с.
- Буллер А. Введение в теорию истории. — М.: Флинта, 2013. — 184 с.; 2-е изд. М.: Юрайт, 2018. — 180 с.
- Виппер Р. Ю. Очерки теории исторического познания. — М., 1911. — 292 с.
- Грановский Т. Н. О современном состоянии и значении всеобщей истории. М., 1852.
- Гречко П. К. Концептуальные модели истории: Пособие для студентов. М., 1995.
- Грушин Б. А. Очерки логики исторического исследования. — М., 1961.
- Дербов Л. А. Введение в изучение истории. — М., 1981. — 184 с.
- Дорошенко Н. М. Методология истории как система. — Калинин, 1985. — 88 с.
- Дьяков В. А. Методология истории в прошлом и настоящем. М., 1974. — 190 с.
- Ельчанинов В. А. Методологические проблемы исторической науки. — Барнаул, 1990. — 118 с.
- Жуков Е. М. Очерки методологии истории. 1980; 2-е изд. М., 1987. — 256 с.
- Журов Ю. В. Проблемы методологии истории. — Брянск, 1996. — 144 с.
- Зевелев А. И. Историографическое исследование: методологические аспекты. М.: Высшая школа, 1987. 161 с.
- Иванов В. В. Методологические основы исторического познания: учебное пособие по исторической социологии. Казань, 1991. — 152 с.
- Иванов В. В. Методология исторической науки. М.: Высшая школа, 1985. — 168 с.
- Иванов В. В. Соотношение истории и современности как методологическая проблема: очерки по марксистско-ленинской методологии исторического исследования. М.: Наука, 1973. — 288 с.
- Иванов Г. М., Коршунов А. М., Петров Ю. В. Субъект и объект в историческом познании // Философские науки. 1975. № 4;
- Иванов Г. М., Коршунов А. М., Петров Ю. В. Методологические проблемы исторического познания. М., 1981;
- Кареев Н. И. Теория исторического знания. Архивная копия от 12 мая 2011 на Wayback Machine СПб., 1913. 320 с.
- Ключевский В. О. Методология русской истории, 1884/1885 г. // Соч. В 9 т. Т.VI. — М.: Мысль, 1989. С. 5-93.
- Ковальченко И. Д. Методы исторического исследования. — М.: Наука, 1987. — 439 с.; 2-е изд. 2003
- Ковальченко И. Д. Некоторые вопросы методологии истории // Новая и новейшая история. — 1991. — № 5. — С. 3-9.
- Коломийцев В. Ф. Методология истории (От источника к исследованию). М.: «Российская политическая энциклопедия» (РОССПЭН), 2001. — 191 с.
- Копнин П. В. Гносеологические и логические основы науки. Мысль, 1974.
- Копосов Н. Е. Как думают историки Архивная копия от 12 мая 2011 на Wayback Machine. — М., 2001. 326 с.
- Королёв А. А. Теория и методология современных исторических исследований. Библиограф. сб. М., 1995.
- Косолапов В. В. Методология и логика исторического исследования. — Киев, 1977.
- Лаппо-Данилевский А. С. Методология истории. — М., 2006. — 622 с. (Впервые опубликовано: Вып. 1-2. СПб., 1910—1913.)
- Лаптева М. П. Теория и методология истории: курс лекций. — Пермь: Перм. гос. ун-т, 2006. — 254 с.
- Лубский А. В. Альтернативные модели исторического исследования. — М.: Социально-гуманитарные знания, 2005.
- Мазур Л. Н. Методы исторического исследования. — Екатеринбург: Изд-во УрГУ, 2010
- Медушевская О. М., Румянцева М. Ф. Методология истории. — М., 1997. — 72 с.
- Медушевская О. М. Теория и методология когнитивной истории. — М., 2008
- Методологические и философские проблемы истории / отв. ред. А. П. Окладников. — Новосибирск, 1983.
- Методологические проблемы истории / Под ред. В. Н. Сидорцова. — Минск: ТетраСистемс, 2006. — 352 с.
- Мининков Н. А. Методология истории. Пособие для начинающего исследователя. — Ростов н/Д.: Изд-во РГУ, 2004. — 251 с.
- Мининков Н. А. Введение в теорию научного исторического исследования: учебное пособие. — Ростов н/Д.: Изд-во ЮФУ, 2017. — 182 с.
- Мининков Н. А., Мининкова Л. В. Теория истории. Курс лекций. — Ростов н/Д.: Изд-во ЮФУ, 2011. — 173 с.
- Могильницкий Б. Г. О природе исторического познания. М., 1978.
- Могильницкий Б. Г. Введение в методологию истории. М., 1989. — 175 с.
- Могильницкий Б. Г. Методология истории в системе университетского образования // Новая и новейшая история. — 2003. — № 6. — С. 3—17.
- Петров К. В. Подлинное и мнимое. Проблемы реконструкции прошлого в исторических исследованиях // Русское средневековье: сборник статей в честь Ю. Г. Алексеева / отв. ред. А. Ю. Дворниченко. — М.: Квадрига, 2011. — С. 81—102.
- Петров Ю. В. Антропологические основания «аналитического синтеза» в историческом познании // Проблемы методологии гуманитарных исследований : сборник статей. Томск, 2004. С. 7—44 (Серия «Научные доклады»; вып. 3).
- Петров Ю. В. Диалектика факта и теории в историческом познании // Закономерности развития современной науки. Томск, 1981. С. 179—200.
- Петров Ю. В. Практика и историческая наука: проблема субъекта и объекта в исторической науке. Томск, 1981;
- Петров Ю. В. Причинность в исторической науке. Томск, 1972;
- Петров Ю. В. Структура теории в исторической науке // Вопросы методологии истории, историографии и источниковедения. Томск, 1980.
- Петрушевский Д. М. К вопросу о логическом стиле исторической науки. — Пг., 1915.
- Методологические и историографические вопросы исторической науки / Томский гос. ун-т. Сборники. Томск, 1963—2007.
- Пронштейн А. П., Данилевский И. Н. Вопросы теории и методики исторического исследования.- М., 1986.
- Пронштейн А. П. Методика исторического исследования. — Ростов н/Д.: Изд-во РГУ 1971. — 467 с.
- Ракитов А. И. Историческое познание. Системно-гносеологический подход. — М., 1982. — 303 с.
- Репина Л. П., Зверева В. В., Парамонова М. Ю. История исторического знания. — М.: Дрофа, 2004. 288 с.
- Сидорцов В. Н. Методология истории : курс лекций. — Минск: БГУ, 2010. — 207 с.
- Скворцов Л. В. О методологии истории как науки // Скворцов Л. В. История и антиистория. К критике методологии буржуазной философии истории. — М., 1976. С. 5-25.
- Смоленский Н. И. Теория и методология истории. — М., 2008. — 272 с.
- Современные проблемы философии истории. Тарту, 1979.
- Унпелев А. Г., Унпелев Г. А. Историографические очерки к проблемам методологии исторической науки. — Владивосток, 1983. 139 с.
- Хвостов В. М. Лекции по методологии и философии истории. Казань, 1913.
- Хвостова К. В., Финн В. К. Гносеологические и логические проблемы исторической науки. — М., 1995. — 176 с.
- Шубин А. В. Путь исторического исследования // Историческая экспертиза. — 2024. — № 2 (39). — С. 216—232.